# Bastone bianco

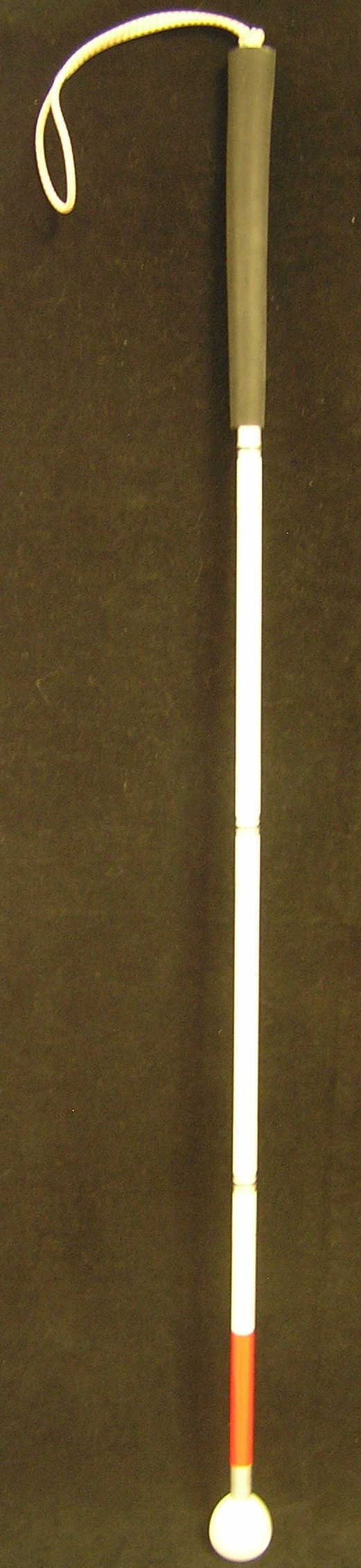
Bastone bianco

Il bastone bianco è un particolare tipo di bastone utilizzato dalle persone non vedenti. È in genere dotato di una punta in ferro, alluminio o ceramica. Esistono varianti di diversi colori per indicare la sordocecità o l'ipovisione.
L'origine del bastone bianco si fa risalire agli anni 1930 quando Guillelmine d'Herbemont propose su L'Écho de Paris di utilizzarlo come ausilio per facilitare lo spostamento dei reduci nel traffico di Parigi.
Il 15 ottobre è considerata la giornata internazionale del bastone bianco.
Dalla versione 12.0 di Unicode è stata introdotta l'emoji 🦯 PROBING CANE (U+1F9AF) che rappresenta un bastone bianco.